# Cesanese del Piglio superiore
Il Cesanese del Piglio superiore o Piglio superiore  è una tipologia di vino della DOCG Cesanese del Piglio prodotta nei comuni di Piglio, Serrone, Acuto, Anagni e Paliano, tutti in provincia di Frosinone

## Vitigni con cui è consentito produrlo
- Cesanese d'Affile e/o Cesanese comune minimo 90%
- altri vitigni a bacca nera, idonei alla coltivazione per la provincia di Frosinone fino ad un massimo del 10%.

## Tecniche produttive
I nuovi impianti ed i reimpianti dovranno avere una densità non inferiore ai 3 000 ceppi/ettaro.
È vietata ogni pratica di forzatura, ma consentita l'irrigazione di soccorso.
Tutte le operazioni di vinificazione e imbottigliamento debbono essere effettuate nella zona DOC.
Richiede l'invecchiamento fino al 1º luglio dell'anno successivo alla vendemmia

## Caratteristiche organolettiche
- colore: rosso rubino, tendente al granato con l'invecchiamento;
- odore: intenso, ampio, con note floreali e fruttate;
- sapore: secco, armonico, di buona struttura, con retrogusto gradevolmente amarognolo;

## Informazioni sulla zona geografica
Vedi: Cesanese del Piglio DOCG

## Storia
Vedi: Cesanese del Piglio DOCG

## Produzione
Provincia, stagione, volume in ettolitri